# Amphicestonia dispar
Amphicestonia dispar là một loài ruồi trong họ Tachinidae.